# 55428 Cappellaro
55428 Cappellaro è un asteroide della fascia principale. Scoperto nel 2001, presenta un'orbita caratterizzata da un semiasse maggiore pari a 2,583977 UA e da un'eccentricità di 0,180777, inclinata di 8,052353° rispetto all'eclittica. Ha un periodo di rotazione di 5,47546 ore.
L'asteroide è dedicato all'astronomo italiano Enrico Cappellaro. 